# 無アクセント
無アクセント（むアクセント）とは、日本語学において、語あるいは文節ごとに一定したピッチ特徴が観察されない体系を言う。八丈語ならびに日本語（本土方言）の東北地方、九州地方の一部の方言などいくつかの言語、方言がこれに該当する。

## 概要
京阪式アクセントや東京式アクセントなどの有アクセント体系（後述の一型アクセントを除く）においては、ピッチがある語と別の語の意味を区別する弁別的機能を持つが、無アクセント体系ではピッチが弁別的機能を持たず、「橋」と「箸」、「型」と「肩」、「一語」と「苺」、「歯医者」と「廃車」など同拍同音語がピッチで区別されない。
無アクセントの方言のピッチパターンには規則性がないとする記述が散見されるが、誤りである。無アクセント方言においても、語・文節より大きな単位におけるピッチパターン、すなわち広義のイントネーションには規則性が観察される。東京方言等の有アクセント方言と同様に、無アクセント方言においても、音調句の境界を示すためにピッチが用いられる。
また、無アクセント方言は「平板な」ピッチパターンを持つとする記述が頻繁になされてきたが、音調句境界を示すための明瞭かつ規則的なピッチ変化が生じる無アクセント方言があるので、適切ではない。有アクセントと無アクセントの違いは、語あるいは文節ごとに一定したピッチ特徴が観察されるか否かにあり、ピッチパターンに規則性があるか否か、ピッチパターンが平板か否かとは無関係である。
無アクセントを一型アクセントと言う場合もあるが、この名称は、語あるいは文節に一定のピッチパターンが観察されるが、ピッチパターンが1種類しかないため、ピッチが弁別機能を持たない体系（宮崎県都城市などにみられる）だけを指すのが現在では一般的である。このように定義された一型アクセントは、有アクセントの1つに含まれるが、ピッチが弁別機能を持たない点で無アクセントとの共通性も認められる。都城市などの一型アクセント（尾高一型アクセント）では文節のまとまりを示す統合的機能を持つが、無アクセントではこれもなく、区別するため「平板一型（式）アクセント」という。また無型（式）アクセント、崩壊アクセントとも言う。

## 分布地域

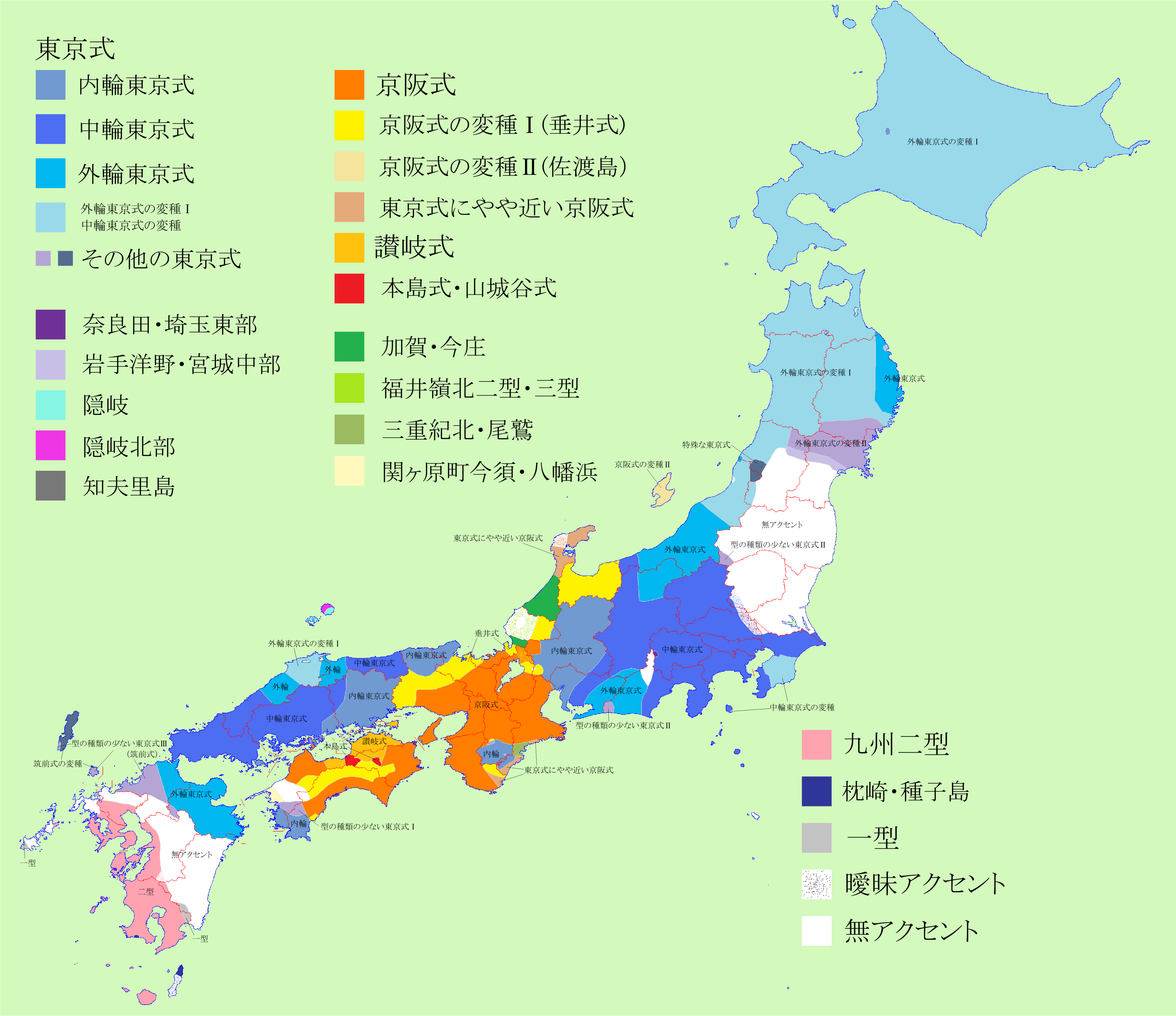
日本語のアクセント分布。白い部分が無アクセント。

分布地域は東部・西部の大方言区画に準じていない。
- 東日本の一部
  - 宮城県中部・南部、山形県内陸部の中部・南部から福島県（檜枝岐村を除く）、栃木県（足利市付近除く）、茨城県（神栖市を除く）から千葉県野田市付近にかけての連続した地域
- 中部地方の一部
  - 静岡県の大井川上流域（旧井川村など）
  - 石川県の能登半島の一部（輪島市など）
  - 福井県の嶺北地方（奥越地域を除く）
- 西日本の一部
  - 愛媛県大洲市から高知県四万十町山間部にかけての地域（頭高一型アクセントとする説もあり[4]）
  - 長崎県の北部・五島列島から佐賀県北部、福岡県の筑後地方、熊本県の北部・東部、宮崎県のほぼ全域にかけての連続した地域
- 八丈語 - 東京都八丈町、青ヶ島村および沖縄県大東諸島

## 特徴
無アクセントは、特定のアクセント形式を持たないため、語の前後関係から語彙判断することが求められる。
無アクセントの起源説には
1. 京阪式アクセントをもたらした集団が日本に渡来する前に分布していた何らかの基層言語に由来するとする説（固有起源説）[5][7]
2. 元来は有アクセントであったものが変化し、アクセントの型が統合して区別を失ったとする説[8]

とがある。

## 著名な話者
テレビやラジオなどで無アクセントが特徴的な話者として次の著名人が挙げられる。
- 東日本系
  - あき竹城（山形）
  - 斎藤暁（福島）
  - 松鶴家千とせ（福島）
  - 佐藤B作 （福島）
  - 西田敏行（福島）
  - ガッツ石松（栃木）
  - つぶやきシロー（栃木）
  - U字工事（栃木）
  - 立松和平（栃木）
  - マギー司郎（茨城）
  - 磯山さやか（茨城）
  - 赤プル（茨城）
  - カミナリ（茨城）
- 西日本系
  - 高橋愛（福井）
  - 鳥越俊太郎（福岡）
  - ヒロシ（福岡・熊本）
  - 松野明美（熊本）
  - 千葉繁（熊本）
  - WANIMA（熊本）
  - 江頭2:50（佐賀）
  - 久保ミツロウ（長崎）
  - 髙田明（長崎）
  - 米良美一（宮崎）
  - 黒木知宏（宮崎）
  - 永野（宮崎）
  - イワクラ（蛙亭、宮崎）

## 地域差と曖昧アクセント
東北南部から関東北部の地域では、全ての単語を平らに発音する傾向があり、熊本では高く発音する位置が自由に動くといった特徴がある。
有型アクセント（東京式アクセント）との境界地域（宮城県北部、山形県北部、福井市、福岡市など）では、無アクセントと似たゆれが観察され、このようなアクセントを「曖昧アクセント」と呼ぶ。無アクセントおよび曖昧アクセントではある拍または音節での高低変化が少なく、だんだんと緩やかにピッチが変化することが多いため、区別が難しいことがある。一例として、栃木県では、足利市・佐野市北部に東京式アクセント、佐野市南部に曖昧アクセント、その他地域に無アクセントが分布するが、曖昧アクセントの地域では、東京式アクセントに近い地域ほど曖昧の程度が低く、平板型と尾高型が混在しても、発話や内省を繰り返すと東京式アクセントになることが見られる。宇都宮市を中心とした県内のほとんどは無アクセントだが、若年層の中には東京式アクセントの知覚を持つものが増えている。